# Glock 18
La Glock 18 è una pistola mitragliatrice a fuoco selettivo prodotta dall'azienda austriaca Glock.
Venne sviluppata perché la squadra antiterroristica austriaca EKO Cobra richiese una Glock con capacità di fuoco automatico. È divenuta un'arma d'ordinanza presso molti corpi di polizia nel mondo, ed è usata anche dall'FBI statunitense.

## Caratteristiche
Sviluppata a partire dalla Glock 17 ne mantiene le principali caratteristiche, come il corpo in uno speciale polimero rinforzato e la facilità di manutenzione dato il basso numero di componenti. Ha un caricatore ampliato da 33 colpi (anche se può usare i caricatori da 17 colpi della G 17), e un selettore di fuoco sulla parte posteriore sinistra del carrello, sulla parte zigrinata.
Come tutte le Glock è dotata di sicura sul grilletto che consiste in una levetta accoppiata allo stesso; premendo entrambi con una breve corsa viene tolta la prima sicura e continuando nella trazione si arma il percussore e vengono tolte due sicure interne. Continuando a premere il grilletto scatta solo il percussore già armato, mentre rilasciando completamente il doppio grilletto si riazionano automaticamente le sicure.

## Varianti

### Glock 18C
È dotata di un compensatore integrato, che rende specificamente la pistola a fuoco rapido facile da controllare e facilitata nella mira. Il compensatore consiste in due aperture allungate nel blocco canna e nel carrello della pistola.